# Oberneisen
Oberneisen ist eine Ortsgemeinde im Rhein-Lahn-Kreis in Rheinland-Pfalz. Sie gehört der Verbandsgemeinde Aar-Einrich an.

## Geographie
Oberneisen liegt im Taunus am Bach Aar acht Kilometer südlich von Limburg an der Lahn. In Oberneisen münden in die Aar der südöstlich von Kaltenholzhausen entspringende Kaltenbach sowie die kleineren Fließgewässer Welsbach (von Lohrheim her kommend) und der Herbach (von Mensfelden her kommend).
Zu Oberneisen gehören auch die Wohnplätze Herbachmühle, Hof Seiters, Kalkwerk und Wirthmühle.

## Geschichte
Oberneisen wurde 790 erstmals in einer Schenkungsurkunde Karls des Großen als Nasongae urkundlich erwähnt. Diese Urkunde dokumentiert die Schenkung Oberneisens sowie mehrerer umliegender Dörfer an die Abtei Prüm. Der Ort gehörte zunächst dem Lahngau an, später der daraus hervorgehenden Grafschaft Diez. Ab dem 15. Jahrhundert splitterte die Landesherrschaft über Oberneisen zwischen dem Haus Nassau, Eppstein, Katzenelnbogen, der Landgrafschaft Hessen und Kurtrier auf.
Für 1092 ist ein Gericht in Oberneisen nachgewiesen. Am Ende des 13. Jahrhunderts wurde der Ort Sitz eines Kirchspiels, dem mehrere umliegende Dörfer angehörten. Ab 1334 sind Schultheiße in Oberneisen verbürgt, ab 1412 Heimberger.
Im Dreißigjährigen Krieg wurde der Ort vollständig zerstört und später wieder aufgebaut. 1806 wurde der Ort vom Herzogtum Nassau übernommen. Nach der Annexion durch Preußen war der Ort von 1866 bis zum Ende des Zweiten Weltkrieges Teil der preußischen Provinz Hessen-Nassau und kam danach zum Land Rheinland-Pfalz.
In Oberneisen befindet sich die Burg der Ritter von Nesen. Das Rittergeschlecht hatte die Vogtei des Stifts St. Alban vor Mainz inne. Von der 1288 durch Ritter Markolf von Nesen erbauten vierstöckigen Burg ist eine Burgmauer erhalten geblieben. Auf der Burg wuchs Elisbeth von Nesen auf, deren Nachkommen heute an der Spitze der europäischen Herrscherhäuser England, Spanien, Belgien, Liechtenstein, Luxemburg und Niederlande stehen.
Zwischen 1569 und 1620 erteilte der Pfarrer im Ort erstmals Schulunterricht. 1632 wurde das erste Schulhaus erbaut, in das bis 1819 Schüler aus dem gesamten Kirchspiel gingen.

### Wirtschaft
893 ist erstmals eine Mühle bei Oberneisen erwähnt.
In der Gemarkung Oberneisen fand der Abbau von Roteisenstein und Phosphorit statt. Bergbau muss es bereits vor 1648 gegeben haben, da in diesem Jahr erstmals der Flurname „In der Eysengrub“ auftaucht. Tatsächlicher Tiefbergbau begann erst deutlich später in der Grube Rothenberg, von der Reste von Betriebsgebäuden und der Halden noch erhalten sind. Fundstücke von Manganspat/Himbeerspat (Rhodochrosit) aus der aktiven Bergbauzeit sind in Wiesbaden im Museum Wiesbaden zu sehen.

### Einwohnerentwicklung
1529 sind 29 Haushalte in Oberneisen verbürgt, 1588 119 Einwohner und 1684 nach dem Dreißigjährigen Krieg nur noch 15 bewohnte Häuser. 1716 ist die Einwohnerzahl wieder mit 194 angegeben, darunter erstmals auch zwei Juden. 1800 wurden 263 Einwohner gezählt. Die Einwohnerschaft entwickelte sich im 19. und 20. Jahrhundert wie folgt: 1843: 456 Einwohner, 1927: 618 Einwohner, 1964: 822 Einwohner.

## Politik

### Gemeinderat
Der Gemeinderat in Oberneisen besteht aus zwölf Ratsmitgliedern, die bei der Kommunalwahl am 9. Juni 2024 in einer Mehrheitswahl gewählt wurden, und dem ehrenamtlichen Ortsbürgermeister als Vorsitzendem. Bis zur Wahl 2019 wurde in einer personalisierten Verhältniswahl gewählt, da mindestens zwei Wahlvorschlagslisten eingereicht wurden.
Die Sitzverteilung im Gemeinderat:
| Wahl | SPD               | Grüne             | FBL               | Gesamt   |
| ---- | ----------------- | ----------------- | ----------------- | -------- |
| 2024 | per Mehrheitswahl | per Mehrheitswahl | per Mehrheitswahl | 12 Sitze |
| 2019 | 5                 | 4                 | 3                 | 12 Sitze |
| 2014 | 8                 | –                 | 4                 | 12 Sitze |
| 2009 | 8                 | –                 | 4                 | 12 Sitze |
| 2004 | 8                 | –                 | 4                 | 12 Sitze |

- FBL;Freie Bürgerliste Oberneisen e. V.

### Bürgermeister
Ortsbürgermeister von Oberneisen ist Peter Pelk (SPD). Bei der Direktwahl am 26. Mai 2019 wurde er mit einem Stimmenanteil von 52,41 % und am 9. Juni 2024 als einziger Bewerber mit 56,8 % jeweils für fünf Jahre wiedergewählt.

## Bauwerke

### Burg Oberneisen

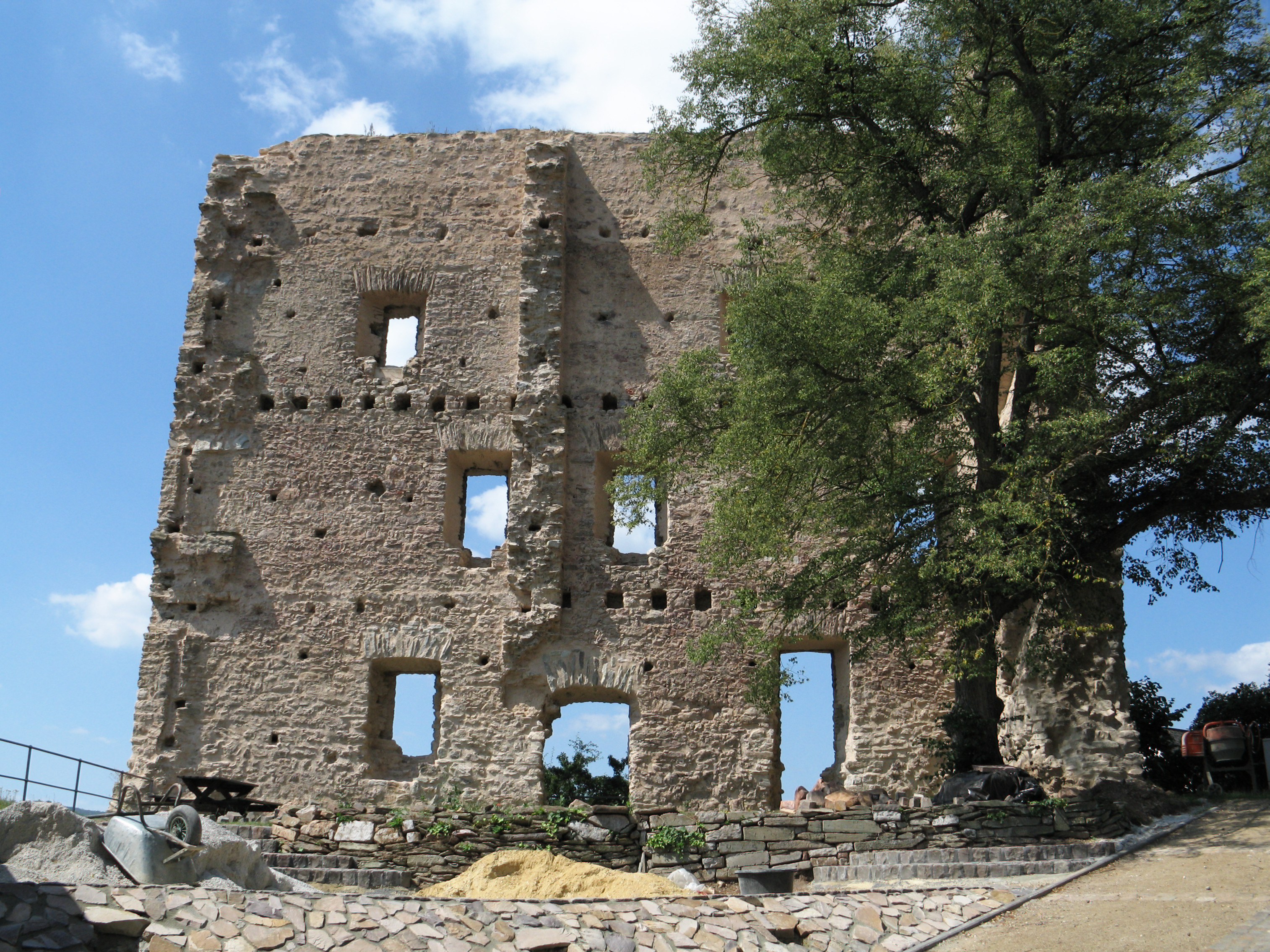
Innenseite der erhaltenen Wand eines Wohnturmes von Burg Oberneisen.

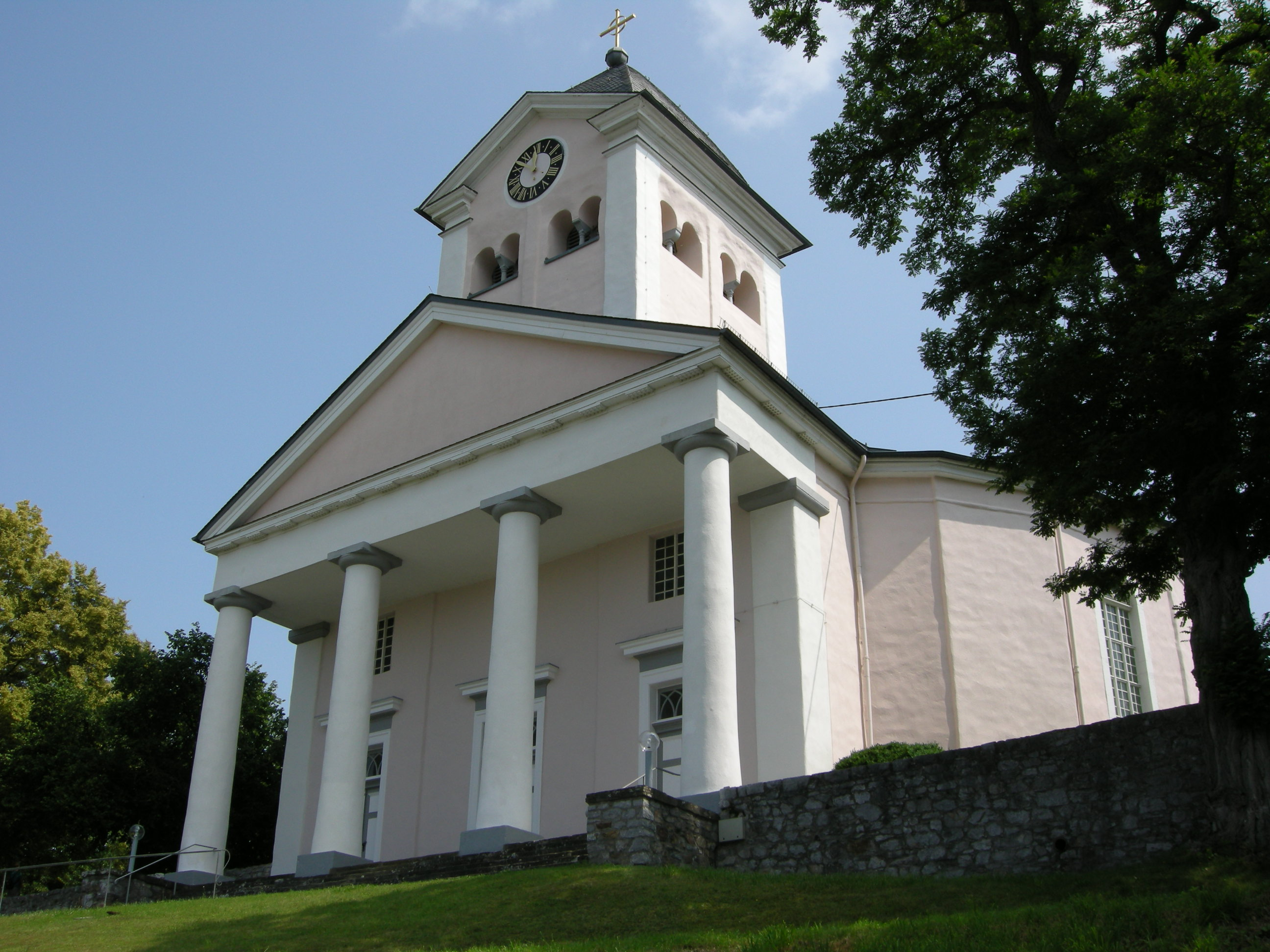
Die Ev. Kirche in Oberneisen

Das 1288 erstmals erwähnte Bauwerk war der Sitz der Ritter von Nesen. Von der Burg ist die frühere westliche Außenwand, eine etwa 20 Meter lange, ein Meter dicke und vier Stockwerke hohe Mauer, die sich unterhalb der Rundkirche befindet, erhalten. Im Burghof findet das Burgfest statt.

### Evangelische Kirche Oberneisen
Kurz vor 881 hat die Abtei Prüm eine Kirche in Oberneisen errichten lassen. Zwischen 1021 und 1031 wurde ein Nachfolgebau geweiht. Auf ihn folgte ein Kirchenbau, von dem ein heute noch vorhandener, spätromanischer Turm stammt. 1525 wurde der Chor der Kirche komplett neu errichtet, 1733 das gesamte Gebäude grundlegend instand gesetzt. 1815 wurde das Gebäude bis auf den alten Turm abgerissen.
Von 1816 bis 1819 wurde eine neue Rundkirche im klassizistischen Stil, geplant von Friedrich Ludwig Schrumpf und finanziert von den Gemeinden Lohrheim, Netzbach und Oberneisen, gebaut. Der romanische Westturm wurde in den Neubau mit einbezogen. Die „Dom des Aartals“ genannte Kirche ist, soweit bekannt, die einzige Rundkirche nördlich der Alpen, in der sich der Altar in der Mitte des Raums befindet. Der runde Altar besteht aus einer Marmorplatte mit 1,75 Metern Durchmesser. Die Kirche hat im Erdgeschoss 250 Sitzplätze und bietet auf der Empore weiteren 250 Menschen Platz.
Siehe auch: Liste der Kulturdenkmäler in Oberneisen

## Wirtschaft und Infrastruktur

### Verkehr

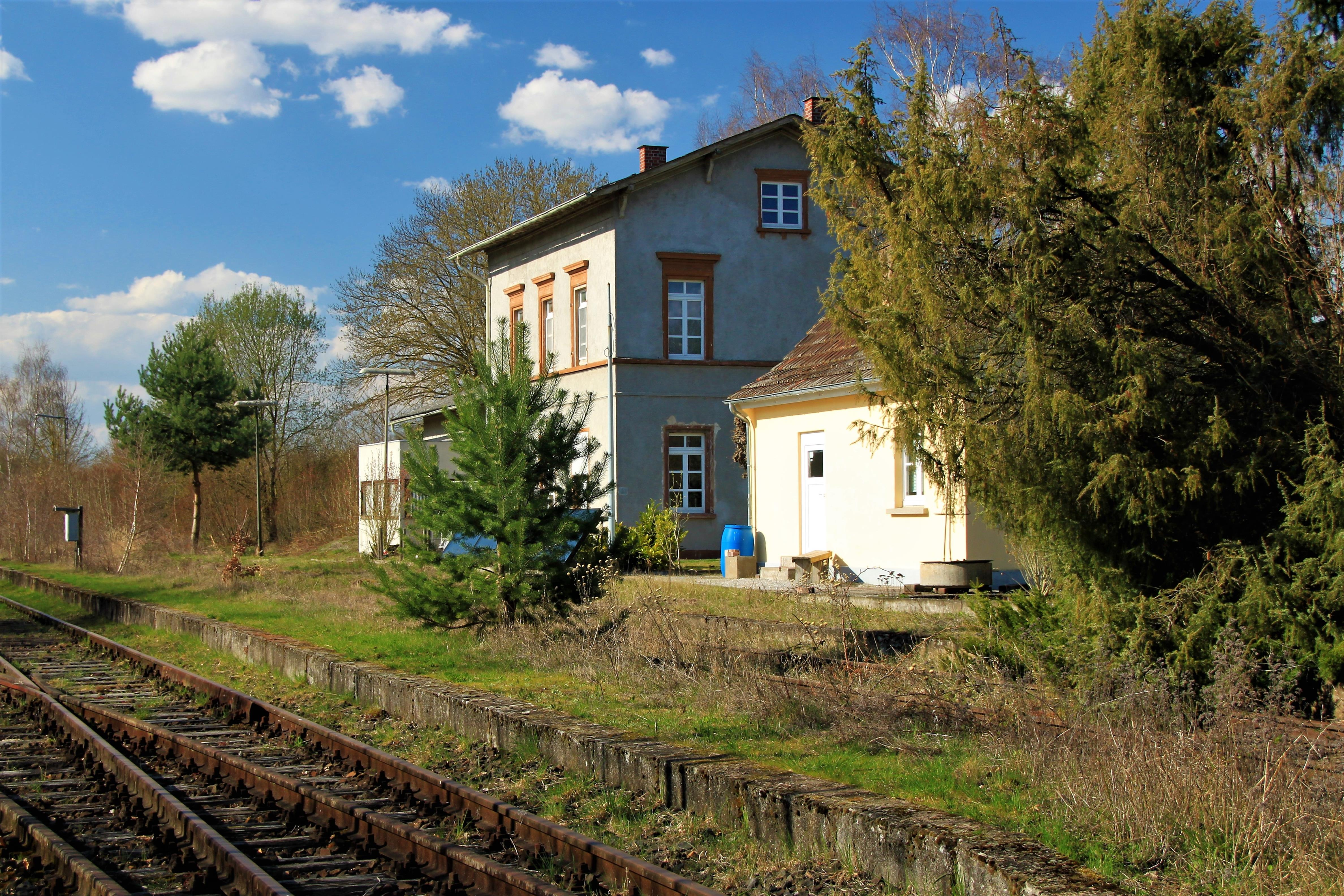
Bahnhof Oberneisen

Westlich des Orts verläuft in Nord-Süd-Richtung die B 54. Die nächstgelegenen Autobahnanschlussstellen sind an der A 3 in Limburg, etwa neun Kilometer nordöstlich von Oberneisen.
Oberneisen hat einen Bahnhof an der auf diesem Streckenabschnitt seit 1986 für den Personenverkehr stillgelegten Aartalbahn. Der Verkehr auf dem Abschnitt in Rheinland-Pfalz zwischen Diez, Hahnstätten und Zollhaus (Rhein-Lahn-Kreis) sollte eigentlich 2015 wieder aufgenommen werden, was nicht geschah. Der nächstgelegene Fernbahnhof ist der Bahnhof Limburg Süd.

### Tourismus
In Oberneisen befindet sich südlich des ehemaligen Bahnhofs der Aartalbahn in der sogenannten Erbslöhalle der Betriebshof des Arbeitskreises Aartalbahn, von dem aus Draisinenfahrten auf der Aartalbahn angeboten werden, die alljährlich von mehreren Tausend Besuchern genutzt werden.

## In Oberneisen geboren
- Elisabeth von Nesen (* 1305), Vorfahrin europäischer Herrscherhäuser
- Johannes Martin Keller (1766–1829), Pfarrer, Lehrer und Politiker
- Wilhelm Baseler (1831–1914), Landwirt, Bürgermeister und Politiker
- Hermann Becker (1895–1976), Politiker, Mitglied des Rheinland-Pfälzischen Landtags
- Frank Puchtler (* 1962), Landrat des Rhein-Lahn-Kreises